# Адаев, Сабыр Шеркешбаевич
Сабыр Адай (имя при рождении — Адаев Сабыр Шеркешбаевич; каз. Сабыр Шеркешбайұлы Адаев; род. 30 сентября 1960, Шуманай, Каракалпакстан СССР) — казахстанский поэт, заслуженный деятель Казахстана (2003). Лауреат Премии Президента Республики Казахстан в области «Поэзия» (2006).

## Биография
Родился 30 сентября 1960 года в Шуманайском районе Каракалпакстана (ныне город Шуманай). Происходи из подрода кунанорыс рода адай племени байулы.
Отец — Шеркешбай Адаевич, ветеран труда, работал учителем в школе.
Мать — Умсынай Реимовна, ветеран сельского хозяйства, мать-героиня.
Окончил среднюю школу имени Абая Бейнеуского района Мангистауской области.
В 1981 году окончил класс кюев Алма-Атинского эстрадно-циркового института и Уральский педагогический институт.
С 2003 года — Член Союза Писателей Республики Казахстан.
Трудовую деятельность начал в 1981 году художественным руководителем Бейнеуского районного Дома культуры.
С 1984 по 1990 годы — директор Бейнеуского районного Дома культуры.
С 1991 по 1996 годы — заместитель заведующего Бейнеуского районного отдела культуры.
С 1997 по 1999 годы — начальник отдела творчества научно-методического центра при управлении культуры Мангистауской области.
С 1999 по 2006 годы — работал заместитель начальника отдела областного управления культуры и в республиканской газете «Үш қиян».
С 2005 года — президент фонда «Адай».

## Творчество
В 2002 году выпустил сборник стихов «Әр қазақ — менің жалғызым», является автором идеи создания комплексного центра культуры и этнографии Отпан тау — Адай ата.
сборник стихов: «Таңғы нөсер», «Кетемін көкке жұлдыз боп», «Жұмбақ түннің жылуы», «Қазақстан — Жалғыз Ұлы Қазақтың», «Алтын зер» и др.
Стихи Сабыра Адая вошли в золотой фонд избранных произведений 50 акынов Казахстана за последние 200 лет (2001).

## Награды и звания
- 1987 — Лауреат Всесоюзного фестиваля народного творчества.
- 2003 — Призер литературного конкурса, проведенного в честь 200-летия Махамбета в рамках празднования ЮНЕСКО.
- 2003 — Указом Президента РК от 10 декабря 2003 года награждён почётным званием «Заслуженный деятель Республики Казахстан»[4]
- 2006 — Премия Президента Республики Казахстан в области «Поэзия»
- 2006 — Международная премия имени Махамбета
- 2008 — Медаль «10 лет Астане»
- 2011 — Медаль «20 лет независимости Республики Казахстан»
- 2013 — Медаль «За вклад в развитие Мангистауской области»[5]
- 2016 — Медаль «25 лет независимости Республики Казахстан»
- 2017 — Указом Президента Республики Казахстан от 9 декабря 2017 года награждён орденом «Курмет»[6]
- Почётный гражданин Бейнеуского (2005), Мангистауского (2007), Мунайлинского (2017)[7] и Тупкараганского (2017) районов.
- Награждён благодарственным письмом Первого Президента Республики Казахстан и др.